# 寒河江自動車学校
株式会社寒河江自動車学校（さがえじどうしゃがっこう）は、山形県寒河江市にある山形県公安委員会指定自動車教習所を運営する企業。

## 教習科目
- 普通自動車一種免許・二種
- 準中型自動車
- 中型自動車
- 大型自動車
- 大型特殊自動車
- けん引
- 大型自動二輪車
- 普通自動二輪車

## 技能講習
- 高齢者講習

## アクセス
- 山形自動車道寒河江サービスエリアETC専用出口から100m